# Viktor Bendix

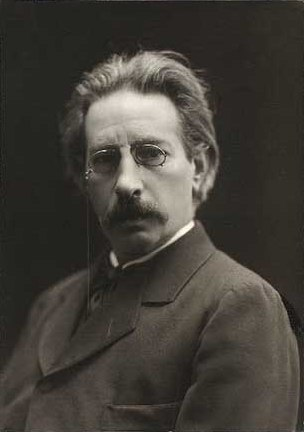
Viktor Bendix

Viktor (Victor) Emanuel Bendix (* 17. Mai 1851 in Kopenhagen; † 5. Januar 1926 ebenda) war ein dänischer Komponist, Pianist und Dirigent.

## Leben
Viktor Bendix war Bruder des Pianisten Otto Bendix und des Musikers Fritz Emil Bendix. Ab 1867 studierte er am Kopenhagener Konservatorium Komposition bei Niels Wilhelm Gade, Johann Peter Emilius Hartmann und August Winding, später auch Klavier, unter anderem bei Franz Liszt in Weimar. Bendix trat sowohl als Pianist wie auch als Dirigent auf. 1901/02 führte er bei den von ihm 1897 gegründeten Kopenhagener Philharmonischen Konzerten  Richard Wagners Opern Siegfried und Tristan und Isolde konzertant auf.
Bendix komponierte Orchesterwerke, Klavier- und Kammermusik sowie Lieder. Darunter sind 4 Sinfonien, ein Klavierkonzert, ein Chorwerk, ein Klaviertrio und eine Klaviersonate.
Viktor Bendix war in erster Ehe mit der Baronin Rigmor Stampe verheiratet. Seine zweite Frau war die Pianistin Dagmar Hansine Raven, mit der er auch gemeinsam auftrat. Bendix hatte zusammen mit der Pianistin Augusta Schiøler einen Sohn, den Pianisten Victor Schiøler.

## Werke (Auswahl)
- Op. 1 – 5 Klavierstücke (1872)
- Op. 2 – In kleinerem Style. 5 Klavierstücke (1872)
- Op. 7 – Davids 33. Ps. für Chor und Orchester (1874)
- Op. 9 – Stimmungsbilder (1872)
- Op. 12 – Klaviertrio A-Dur (1877)
- Op. 16 – Symphonie Nr. 1 "Fjeldstigning" (Das Bergsteigen) C-Dur (1882)
- Op. 17 – Klavierkonzert g-moll (1884)
- Op. 20 – Symphonie Nr. 2 "Sommerklange fra Syd-Rusland" (Sommerklänge aus Südrussland) D-Dur (1887/88)
- Op. 22 – Album (10 Klavierstücke) (1891)
- Op. 25 – Symphonie Nr. 3 a-moll (1892)
- Op. 26 – Sonate für Klavier g-moll (1901)
- Op. 30 – Symphonie Nr. 4 d-Moll (1905, unveröffentlicht)
- Op. 33 – 5 Klavierstücke (1901)